# Kanton Agen-Nord
Der Kanton Agen-Nord war von 1973 bis 2015 ein französischer Wahlkreis im Arrondissement Agen, im Département Lot-et-Garonne und in der früheren Region Aquitanien.

## Gemeinden
Der Kanton umfasste Wahlberechtigte aus einem Teil der Stadt Agen sowie aus drei weiteren Gemeinden:
| Gemeinde                  | Einwohner Jahr | Fläche km² | Bevölkerungsdichte | Code INSEE | Postleitzahl |
| ------------------------- | -------------- | ---------- | ------------------ | ---------- | ------------ |
| Agen                      | 34.344 (2013)  | –          | – Einw./km²        | 47001      | 47000        |
| Colayrac-Saint-Cirq       | 2876 (2013)    | 21,36      | 135 Einw./km²      | 47069      | 47450        |
| Foulayronnes              | 5231 (2013)    | 28,86      | 181 Einw./km²      | 47100      | 47510        |
| Saint-Hilaire-de-Lusignan | 1458 (2013)    | 16,77      | 87 Einw./km²       | 47246      | 47450        |

Von der Stadt Agen lag nur ein Teil der Kommune im Kanton. Die Stadt selbst lag in fünf Kantonen, hier handelte es sich um den Teil mit der zweitgrößten Bevölkerungszahl. Hier ist die Gesamtbevölkerungszahl von Agen angegeben.